# Миргородський полк
Ми́ргородський полк — в XVII—XVIII століттях адміністративно-територіальний лівобережний полк Війська Запорозького. Полковий центр — місто Миргород.

## Історія

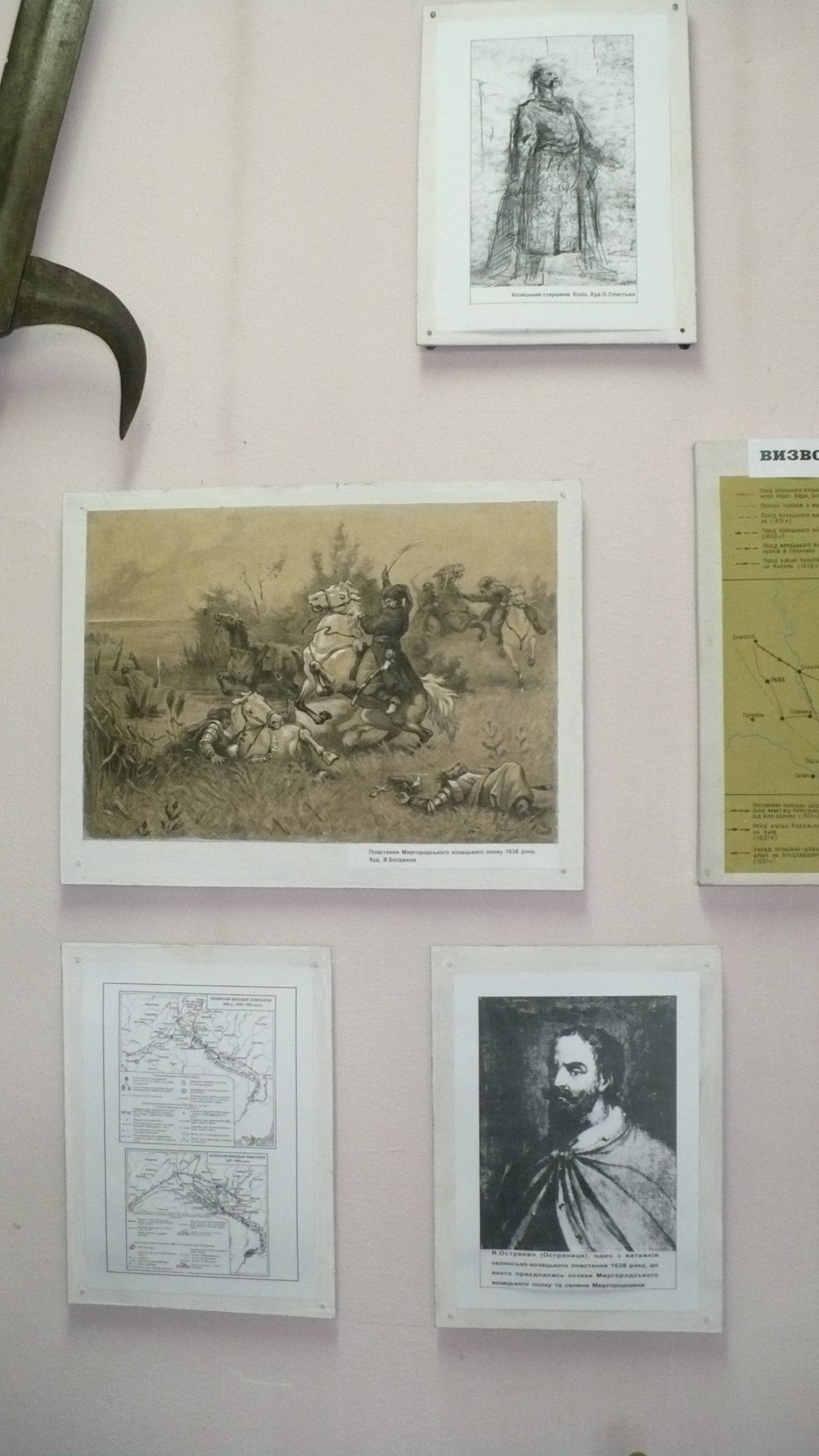
З експозиції, присвяченої полку, в Миргородському краєзнавчому музеї

### 1625—1638 роки
Створений у 1625 році задля захисту маєтків Вишневецьких на Лівобережжі. Козацькі осідки розташовуються в межиріччі Хорола та Псла. У цей час це суто приватний військовий підрозділ що підпорядкувався Яремі Вишневецькому.
Костянтинівська, Роменська та Глинська сотні були східним кордоном козацької автономії державного кордону Речі Посполитої з Московським царством, це було закріплено Поляновським миром 1634 року.
За часів Ординації 1638 року Миргородський полк розформували — південні сотні включили до складу Чигиринського полку, а решту — до Переяславського.

### 1648—1751 роки
Як адміністративно — територіальна одиниця Війська Запорозького постав 16 жовтня 1649 року після Зборівської угоди.
Територія Миргородського полку зазнавала істотних змін. 1649 року до нього приєднано територію Лубенського полку. На той час полк налічував 16 сотень, які мали осідком 12 містечок.
Протягом 1649—1654 років полк межував із Полтавським (південь і південний-схід), Чернігівським (північ, у 1649 році), Ніжинським (північ, у 1654 році), Прилуцьким та Кропивнянським (захід) полками.
У переписних книгах та присяжних списках 1654 року вже не згадуються Уцтивицька та Панківська сотні. У цих же джерелах до Миргородського полку зараховано ще Жигимонтівську (існує припущення, що Жигимонтівська і є Уцтивицька), Пісківську (містечко Піски), Сміленську (містечко Сміле) та Яреськівську (містечко Яреськи) сотні.
1658 року, за правління гетьмана Виговського, полк радикально реформовано. У зв'язку з ліквідацією Кропивнянського полку і відновленням Іркліївського та Лубенського полків, до останнього приєднали дев'ять сотень Миргородського: дві Лубенські, Сміленську, Роменську, Глинську, Пісківську, Лохвицьку, Сенчанську та Костянтинівську. У складі Миргородщини лишилося шість сотень: дві Миргородські, Сорочинська (колишня Краснопольська), Уцтивицька (Жигимонтівська), Хорольська та Яреськівська.
Внаслідок адміністративного і військового реформування територій Полтавського та Чигиринського полків, у зв'язку з утворенням та ліквідацією Кременчуцького (1660—1663 роки), Гадяцького (1658—1660; 1672 роки) і Зінківського (1662—1672 роки) полків, укладенням 30 січня 1667 року між Росією та Польщею Андрусівського перемир'я з умовою поділу України по течії Дніпра територія Миргородського полку від 1660 до 1676 року зазнавала постійних, майже щорічних змін.
У цілому ж до кінця 1687 року за полком закріпилися сотні:
- Власівська, Городиська [Градизька] (до цього — Максимівська), Кременчуцька, Омельницька, Потоцька — перейшли з Чигиринського полку;
- Багацька, Білоцерківська, Голтвянська, Остапівська і Шишацька — перейшли з Полтавського полку;
- п'ять своїх — Миргородська (у 1699—1708 роках — дві), Сорочинська, Уцтивицька, Хорольська та Яреськівська.

Від 1676 року поступово устійнилися і зовнішні кордони полку: північний схід — Гадяцький, південний схід — Полтавський, північний захід — Лубенський полки і південний захід — «Вольності Війська Запорозького». Внутрішня територія полку становила басейн рік Хоролу та Псла. Окрім того в 1660—1680х роках полк виконував роль територіального донора для населення Правобережної України, котре в часи Руїни цілими селами і містами переселялося добровільно або примусово на Лівобережжя.
Згідно з компутом 1723 року полк мав 15 сотень, 454 піших і 4386 кінних козаків, 3250 заможних і середняків і 1527 убогих та злиденних. Найбільшими сотнями були Миргородська (18 населених пунктів) та Хорольська (17 населених пунктів), найменшою — Багацька.
Практично у складі 15 — 16 сотень Миргородський полк існував до 1742 року, коли до нього приєднали створені понад Чорним шляхом, на Правобережжі, для охорони від татарських вторгнень, Архангелогородську (1742), Крилівську (1744) та Цибулівську (1748) сотні.
1745 року правобережний Крилів та інші правобережні місцевості відійшли до Крилівської, Власівської, Кременчуцької і Потоцької сотень Миргородського полку. На початку 1750-х років зі складу Крилівської сотні вже була виділена Цибулівська сотня.

### Занепад
1752 року у зв'язку зі створенням Нової Сербії Архангелогородську, Крилівську та Цибулівську сотні передали до її складу разом з правобережними селами Власівської, Кременчуцької і Потоцької сотень.
1764 року, після утворення з Новосербської провінції Новоросійської губернії, до неї повністю включили Власівську і Кременчуцьку сотні, відторгнувши від Миргородського полку. При цьому, Кременчук став губернським містом. У зв'язку з цим в 1764 році у складі полку створено Хомутецьку сотню. Також з того ж 1764 і по 1775 рік до Миргородського, за рахунок Гадяцького полку, тимчасово входила Ковалівська сотня (у складі двох сотень). 1775 року російський уряд знову зменшив адміністративну територію полку: до складу Новоросійської губернії перевели Омельницьку та Потоцьку сотні. Внаслідок створення статутових судів згідно з судовою реформою Кирила Розумовського, миргородський полковий суд ліквідували, полкове правління перевели до Сорочинців, а полк розділили на два судові повіти (округи) — Миргородський і Остапівський. Також Рум'янцевська ревізія у складі Миргородського полку під 1765 роком фіксує Биківську волость, до якої входили села Веприк та Вороньки. Згодом вона відійшла до Переяславського полку.
У 1774—1775 до складу полку входили сотні: дві Миргородські (сотенним центром 2-ї Миргородської сотні було містечко Хомутець), Хорольська, Сорочинська, Багацька, Устивицька, Яреськівська, Шишацька, Білоцерківська, Остапівська, Голтвянська, Городиська, Кременчуцька, Власівська, Омельницька, Потоцька.
На 1781 рік у Миргородському полку було 12 містечок і 1271 село. Того ж року полк за указом Катерини II від 16 вересня 1781 року ліквідовано. Територія полку увійшла тим складом, що лишився від 1775 року (12 сотень) до Київського намісництва.

Пам'ятник «Миргородським козакам від нащадків». (скульптор Дмитро Коршунов)

За повітами сотні розділено наступним чином:
- у Миргородський повіт увійшли частина першої Миргородської сотні, Миргородська друга, Сорочинська, Уцтивицька (частина) і Яреськівська (частина);
- у Голтвянський повіт — Білоцерківська, Багацька (частина), Голтвянська, Остапівська, Хорольська (частина), Шишацька, Яреськівська (частина);
- у Хорольський повіт — Багацька (частина), Уцтивицька (частина), Хорольська (частина);
- у Градизький повіт — Хорольська (частина), Городиська;
- у Лубенський повіт — Миргородська перша (частина).

Особовий склад 12 сотень під час реорганізації було переведено на формування Сіверського полку.